# Young Divas
Le Young Divas sono state un girl group attivo fra il 2006 e il 2008 e composto da varie ex concorrenti del talent show Australian Idol già note al pubblico: l'australiana Kate DeAraugo, le neozelandesi Emily Williams e Ricki-Lee Coulter, e la figiana Paulini. Ricki-Lee Coulter ha lasciato il gruppo dopo la pubblicazione del primo album ed è stata sostituita dall'australiana Jessica Mauboy. La loro discografia consiste esclusivamente di cover.

## Carriera
Le Young Divas sono state formate nel 2006 dalla Sony Music Australia per promuovere le carriere delle quattro componenti attraverso un tour di 17 date. A maggio 2006 hanno pubblicato una cover di This Time I Know It's for Real di Donna Summer, che ha raggiunto il secondo posto nella classifica australiana, ottenendo un disco di platino per le oltre 70 000 copie vendute. La loro tournée Young Divas Live! Tour, che doveva inizialmente durare due settimane, è finita per essere prolungata nel corso dei tre mesi successivi per via dell'ampia domanda. Un secondo singolo, una cover di Happenin' All Over Again di Lonnie Gordon, è stato pubblicato a novembre 2006 e ha raggiunto la nona posizione in classifica in Australia, dove ha venduto 35 000 copie e ha ricevuto un disco d'oro. Sebbene inizialmente le Young Divas non pianificassero di formare un vero e proprio gruppo, il successo riscontrato le ha spinte a registrare un intero disco di cover di classici della musica pop e disco. Il 14 novembre 2006 è stato pubblicato il loro album di debutto, intitolato Young Divas, che è entrato in classifica in Australia alla quarta posizione e ha finito per vendere 140 000 copie a livello nazionale, ottenendo due dischi di platino. Searchin', una cover di Hazell Dean, è stata pubblicata come terzo singolo a marzo 2007 e ha raggiunto la quarantesima posizione in classifica.
Il 22 giugno 2007 Ricki-Lee Coulter ha confermato di avere abbandonato il gruppo per potersi dedicare alla sua carriera da solista e alla sua vita privata. Il successivo 26 settembre Jessica Mauboy, la seconda classificata all'edizione di Australian Idol appena conclusa, è stata annunciata come quarto membro in sostituzione a Ricki-Lee Coulter. Le Young Divas hanno pubblicato il loro secondo album New Attitude il 26 novembre 2007. Il disco ha raggiunto il decimo posto in Australia ed è stato certificato disco d'oro per aver venduto più di 35 000 copie. È stato anticipato dal singolo Turn Me Loose, cover del successo del 1980 dei Loverboy, che ha raggiunto la quindicesima posizione.
Nel corso del 2008 Jessica Mauboy e Paulini hanno annunciato di avere iniziato la registrazione dei loro album da soliste; il 24 agosto è stato ufficializzato il loro distacco dal gruppo. Nonostante fosse già in atto un piano per trovare dei rimpiazzi a Jessica Mauboy e Paulini, il progetto è stato successivamente abbandonato.

## Membri
2006-8
- Paulini (Suva, 15 ottobre 1982)
- Emily Williams (Auckland, 8 ottobre 1984)
- Kate DeAraugo (Melbourne, 5 novembre 1985)

2006-7
- Ricki-Lee Coulter (Auckland, 10 novembre 1985)

2007-8
- Jessica Mauboy (Sydney, 4 agosto 1989)

## Discografia

### Album
- 2006 - Young Divas
- 2007 - New Attitude

### Singoli
- 2006 - This Time I Know It's for Real
- 2006 - Happenin' All Over Again
- 2007 - Searchin'
- 2007 - Turn Me Loose (con Savage)

## Tour
- 2006 - Young Divas Live! Tour